# Večery s panem Dvojníkem
Večery s panem Dvojníkem je název českého vydáni knihy Двойник, или Мои вечера в Малороссии (1828, Dvojník, aneb mé večery v Malorusku) od ruského romantického básníka a prozaika Antonije Pogorelského.
Kniha je dokladem vlivu E. T. A. Hoffmanna na ruskou literaturu. Jde o rámcovou novelu, v rámci které se objevují další příběhy na různá témata, v nichž autor mísí fantastiku s líčením všedního života. Příběhy kombinují znaky sentimentalismu a osvícenského racionalismu s romantickou fantazií a groteskností. Pan Dvojník pak slouží jako nástroj autorovy parodie a sebeparodie a v dialogu s ním jsou řešeny estetické, filosofické, etické i sociální otázky. Kniha je předchůdcem Večerů na samotě u Dikaňky (1831–1832, Вечера на хуторе близ Диканьки) Nikolaje Vasiljevuče Gogola a cyklu Ruské noci (1844, Русские ночи) Vladimira Fjodoroviče Odojevského.

## Obsah knihy
Kniha je vyprávně v první osobě a je rozdělena na dvě části. Každá část obsahuje charakteristiku večerů s Dvojníkem a v rámci těchto večerů se objevují fantastické povídky a příběhy. První část obsahuje první, druhý a třetí večer, druhá večer čtvrtý, pátý a šestý. Zatímco druhý večer se odehrává rok po prvním, další večery následují jeden po druhém.

### Večer první
Večer první (Вечер первый) popisuje první návštěvu Dvojníka u vypravěče knihy. Vysvětlí mu, že není nikdo jiný, než jeho obraz, který přišel, aby mu zpříjemnil jeho samotu, a požádá jej, aby jej oslovoval Dvojník, protože nemá jiné jméno. Také mu řekne několik fantastických příkladů, kdy se objeví u někoho jeho dvojník. Pak si oba slíbí, že se opět setkají.

### Večer druhý
Večer druhý (Вечер второй) se odehrává po roce od první návštěvy Dvojníka. Dvojník vypravěče požádá, aby mu přečetl nějakou vlastní povídku. Jde o příběh Isidor a Aňuta, ve které se zjevuje duch dívky na místě, kde zemřela. Poté rozhovor obou pokračuje několika dalšími drobnými příběhy, ve kterých duchové pomohli určit místo své smrti, nebo pomohli potrestat své vrahy, a diskuzí, zda jsou tyto příběhy věrohodné.
Povídka Isidor a Aňuta (Изидор и Анюта) se odehrává v roce 1812 a začíná v době, kdy se Napoleonovo vojsko blíží k Moskvě a město je evakuováno. Mladý důstojník Isidor miluje dívku Aňutu, která nemůže Moskvu opustit, protože její matka je těžce nemocná. Isidorův pluk je umístěn daleko za Moskvou a Isidor chce dezertovat a zůstat v Moskvě, aby obě ženy ochránil, protože se obává, že jim Francouzi ublíží. Aňutina matka jej však přesvědčí, aby se vrátil ke svému pluku a plnil svou povinnost vůči vlasti. Aňuta mu pak ukáže kinžál, který by použila, kdyby jí hrozilo zneuctění. Když po šesti týdnech ruská armáda vstoupí do požárem zničené Moskvy, kterou Francouzi vyklidili, najde Isidor na místě domu své lásky spáleniště. Aňutin duch se však každou noc vrací do nedaleko stojícího javoru, kde se Aňuta probodla. O několik dní později zde Isidor zemře, a ve svých chladných rukách drží zrezivělý kinžál a napolo zetlelou lidskou lebku.

### Večer třetí
Večer třetí (Вечер третий) je věnován Dvojníkovu vyprávění příběhu plukovníka F*** s názvem Zhoubné následky zběsilé představivosti, který je o mladíkovi, který se zamiloval do automatické loutky. V následující diskuzi o tom, že se snad inteligentní člověk nemůže zamilovat do loutky, Dvojník argumentuje tím, že společnost je plná „loutek“ obojího pohlaví, a přitom se stává, že se do nich někdo zamiluje.
V povídce Zhoubné následky zběsilé představivosti (Пагубные последствия необузданного воображения) je hlavní postavou mladý hrabě Alcest N***, kterého jeho otec poslal do Německa dokončit studia na Lipské univerzitě. Doprovází jej F***, přítel starého hraběte, který má na jeho žádost na mladíka dohlížet. Alcest se v Lipsku seznámí s hostujícím profesorem Andronim, který přijel z Neapole přednášet na univerzitě matematiku, astronomii a mechaniku. Profesor vypadá odpudivě a ve tváři má neustále zlý úšklebek. Má však neuvěřitelně krásnou a skromnou dceru Adelínu, do které se Alcest bezhlavě zamiluje. Alcestovu společníkovi však připadá Adelína nepřirozená a chladná. Alcest však nakonec získá profesorovo svolení k sňatku.
O svatební noci se Alcest pološílený hrůzou objeví u F*** a tvrdí mu, že jeho žena je ve skutečnosti loutka plná bavlněné tkaniny. Ráno vstoupí F*** a Alcestem do Adroniho domu a zjistí, že Adelína je opravdu loutka, která má ve svém boku otvor pro klíč, kterým je natahována. Androni následně loutku kladivem rozbije, Alcest se zmocní emailových očí, které jí vypadnou z rozbité hlavy, a s šílenými výkřiky prchne. Druhý den náčelník městské policie oznámí F***, že se Alcest utopil v řece, na jejímž břehu se našly dvě umělé oči. Starý hrabě následně zemře žalem, ale z jeho dopisu se F*** dozví, že Androni, geniální tvůrce mechanických hracích strojků, jej z jistého důvodu nenávidí a slíbil mu, že se pomstí jemu i celému jeho rodu.

### Večer čtvrtý
Večer čtvrtý (Вечер четвертый) obsahuje vzájemnou diskuzi vypravěče a Dvojníka o tom, proč lidé, pokládaní ve společnosti za inteligentní, tropí často hlouposti, a tomu, zda a jak je možmo určovat míru lidské inteligence. Dvojník vypočítává druhy inteligence (zdravý rozum, pronikavý úsudek, chápavost, myšlenková hloubka, prozíravost, logické uvažování, takt a důvtip) a vysvětluje, že absence některých těchto prvků inteligence může vést k tomu, že daný človvěk tropí hlouposti (například pan X má zdravý rozum a je duchaplný, ale protože mu chybí prozíravost, snadno se nechá oklamat protřelým hlupákem). Někdy se za znak inteligence považují i naprosto podružné vlastnosti jako je vtipnost, společenské vystupování adokonce i mazanost.

### Večer pátý
Večer pátý (Вечер пятый) je věnován vypravěčově fantastické novele Lafertovská pernikářka, která byla již dříve vydána časopisecky roku 1825. Poté oba přátelé diskutují o věštkyních a vykladačkách z karet, o kterých Dvojník nehovoří jinak, než jako o šarlatánkách.
Novela Lafertovská pernikářka (Лафертовская маковница) se odehrává na samém konci 18. století. Titulní postavou je devadesátiletá stařena, která bydlí v Moskevské čtvrti jménem Lafertovo a je nazývána Pernikářka, protože prodává medem zadělávané perníčky. Tato živnost jí však slouží pouze jako zástěrka pro zcela jinou a výnosnější činnost – pro věštění z karet, nebo z kávové sedliny. Sousedé se jí bojí, protože ji považují za čarodějnici a jejího černého kocoura za nečistého ducha. Pouze její synovec, bohabojný a chudý listonoš Onufrič, se rozhodl, že stařeně domluví. Nedbá na svou ženu Ivanovnu, která jej prosí, aby to nedělal, protože stařena je jistě velmi bohatá a on že po ní bude dědit, a tak bude moci opatřit jejich dceři Máše věno. Výsledkem jeho snahy je, že jej stařena vyžene ze svého domu a přeruší s jeho rodinou veškeré styky.
Po několika letech začne Ivanovna hledat pro svou dceru Mášu ženicha. Protože si ji nikdo nechce vzít bez věna, tajně (aby to její muž nevěděl) navštíví s Mášou stařenu a usmíří se s ní. Ta jim slíbí, že Máše přičaruje ženicha. Proto k ní musí následující půlnoc Máša přijit. Když Máša při čarování vidí, jak se stařenčin černý kocour mění v jakéhosi človíčka v zeleném kabátku od uniformy, omdlí. Když se probere, stařena jí gratuluje, že jí opatřila ženicha. Je to prý její dobrý známý a bude se jí líbit. Také jí pověsí na krk maličký klíček a řekně jí, že je to klíček od truhly s jejími penězi, které brzy zdědí. Jen jí neřekne, kde truhla je, to se dozví, až se provdá za ženicha, kterého jí přičarovala.
Stařena skutečně následující den zemře a její kocour zmizí. Ivanovna, posedlá dědictvím, nutí svou rodinu, aby se přestěhovala do stařenčina domu, s čímž Onufrič nakonec souhlasí, protože tam nebudou muset platit nájemné. Mášu mezitím zaujme mladík Uliján, který se často prochází před jejich původním domovem, a doufá, že právě on je ten souzený ženich. Po ubytování ve stařenině domě se před členy rodiny objevuje stín mrtvé stařeny a na schodech se ozývají kroky. Pak se objeví Mášin ženich, titulární rada Aristarch Falefejič Murlykin, ve kterém Máša pozná stařenina kocoura. V hrůze, že by se za něho musela provdat, se v noci vydá ke studni na dvoře a hodí do ní stařenin klíček, za kterým se zapištěním skočí stařenin kocour. Onufrič jí mezitím opatřil jiného ženicha, a k Mášině radosti je to Uliján, syn Onufričova přítele, se kterým sloužil na vojně. Ten Mášu skutečně již dlouho miluje. V den jejich sňatku, když probíhají oslavy v Uliánově domě, se stařenin dům zřítí.

### Večer šestý
Večer šestý (Вечер шестой) je posledním večerem, který vypraveč strávil s panem Dvojníkem. Dvojník mu poví příběh Cestování v dostavníku a pak spolu vedou diskuzi o tom, zda výčitky svědomí (vyvolané například nevděkem) mohou vést k nepodloženým činům či k šílenství. Dvojník takém poukáže na to, že stížnosti na nevděk od některých lidí jsou naprosto trapné. Na konci večera Dvojník navždy zmizí a jeho poslední slova jsou již nesrozumitelná.
V novele Cestování v dostavníku (Путешествие в дилижансе) se pan Dvojník na cestě dostavníkem do Petrohradu seznámí s francouzským plukovníkem ve výslužbě Fritzem van der K***, který se chová podivínsky a působí stísněně a vystrašeně. Následně plukovník poví Dvojníkovi svůj příběh. Narodil se na Borneu a když mu byly čtyři roky, unesla jej tlupa velkých opic do pralesa. Jedna z nich, kterou pojmenoval Ťuťu, se o něho pečlivě starala. Po čtyřech letech, kdy žil jako opice, se náhodou ocitl u svého rodného domu a byl vlastní matkou poznán. Protože se chtěl vrátit k Ťuťu, svázali jej, odnesli do domu a zde se postupně začal proměňovat zpět na lidskou bytost. Přesto si uchoval velkou lásku ke své opičí pěstounce, a ta jej od jisté doby každý večer tajně navštěvovala. Jednoho večera ji u něho objevil Fritzův otec a v domnění, že mu hrozí nebezpečí, jí šavlí usekl tlapu, což Fritze psychicky zdrtilo.
Když mu bylo osmnáct, zůstal v rodném domě sám. Rodiče mu zemřeli a sestry se provdaly. Jednoho dne při svých melancholických toulkách pralesem objevil Ťuťu a od té doby se každý den setkávali. Pak se zamiloval do dívky Amálie a před svatbou jí řekl o svém dětství. Amélie i její rodiče následně podmínili sňatek tím, že se Ťuťu navždy vzdá, protože jsou jim opice odporné a bojí se jich. Ze zoufalství se mu zakalil rozum a Ťuťu zastřelil. Tímto činem v sobě zničil lásku k Amélii, odjel na lodi do Evropy a vstoupil do francouzských služeb. Od té doby jej ale pronásledují strašlivé výčitky svědomí a vidina Ťuťu ležící v krvi.

## Filmové adaptace
- Lafertovská pernikářka (1986, Лафертовская маковница), běloruský sovětský krátký animovaný film, režie Jelena Petkevičová.[3]
- Гостинец от крёстной (2003), ruský animovaný film podle novely Lafertovská pernikářka, režie Kateřina Michajlova.[4]

## Česká vydání
- Večery s panem Dvojníkem, Odeon, Praha 1977, přeložila Jiřina Táborská.
- Laferovská pernikářka, novela je uvedena v antologii S čerty nejsou žerty, Lidové nakladatelství, Praha 1983.